# Großlittgen
Großlittgen (o Grosslittgen; Gruhssleehtchen (en dialecte d'Eifel)) és un Ortsgemeinde del districte de Bernkastel-Wittlich a Renània-Palatinat, a l'oest d'Alemanya.

## Ubicació
El municipi es troba a la regió d'Eifel i pertany a la Verbandsgemeinde de Manderscheid, amb seu al municipi del mateix nom.

## Història
En 912, Großlittgen va tenir la seva primera menció documental amb Lutiaco. En 1134 o 1135, Bernat de Claravall va fundar l'abadia d'Himmerod prop del poble. Durant les Guerres de la Revolució Francesa, Großlittgen va acabar sota el domini francès a partir del 1794. El 1802, l'abadia d'Himmerod es va dissoldre i es va convertir en ruïnes. En 1814 va ser assignada a Prússia a través del Congrés de Viena. El 1922, l'abadia va ser fundada de nou per monjos cistercencs de l'abadia de Mariastern. Des de 1947, ha estat part del llavors fundat recentment estat de Renània-Palatinat.

## Economia i infraestructura
El municipi és reconegut com a zona turística per l'Estat, i té una llar d'infants i una escola.
Al sud està l'autopista A60, i a l'est la A1

## Cultura i turisme
Val la pena veure a Großlittgen l'Abadia d'Himmerod.

## Consell Municipal
El consell municipal està format per 16 regidors, que són elegits per representació proporcional en les eleccions municipals, i per un alcalde honorífic que és el president.

## Escut
La càrrega creuada al cap és de l'escut d'armes de l'antic Electorat de Trèveris. Großlittgen pertanyia a aquest estat des de 1341 fins a finals del s. XVIII.
El lleó de la base és el Lleó de Luxemburg, recordant l'època de Großlittgen com a feu luxemburguesa; la família von Litiche de Luxemburg va ser feu amb Großlittgen al s. XII.
L'espasa i la divisió del camp, que s'assembla a una extensió del mantell obert en el fons, són les referències a Sant Martí de Tours, antic patró del municipi, sent el primer l'atribut i l'últim una referència a la història de Martí que va tallar un tros de la seva capa per donar-la a un captaire.
Els dos anells enllaçats són de l'abadia d'Himmerod.
L'escut va ser aprovat el 31 d'agost de 1987, per l'administració Regierungsbezirk en Trèveris.

## Clima
El clima és temperat. La classificació climàtica de Köppen és Cfb. La temperatura mitjana anual a Großlittgen és de 8,5 °C.
| Mesos                  | gen    | feb    | mar   | abr    | mai    | jun    | jul    | ago    | set    | oct    | nov   | des    | any    |
| ---------------------- | ------ | ------ | ----- | ------ | ------ | ------ | ------ | ------ | ------ | ------ | ----- | ------ | ------ |
| Mitjana de les màximes | 2,3°C  | 4,3°C  | 8,3°C | 12,4°C | 16,7°C | 19,9°C | 21,1°C | 20,6°C | 18,3°C | 13,1°C | 6,9°C | 3,7°C  | 12,3°C |
| Mitjana de les mínimes | -2,2°C | -1,6°C | 0,7°C | 3,5°C  | 7,2°C  | 10,5°C | 12,0°C | 11,7°C | 9,4°C  | 5,9°C  | 1,8°C | -0,5°C | 4,8°C  |
| Pluja                  | 61mm   | 51mm   | 45mm  | 42mm   | 62mm   | 67mm   | 74mm   | 70mm   | 56mm   | 53mm   | 64mm  | 71mm   | 716mm  |

## Fills i filles de la ciutat
- Carl Hau (1881-1926), jurista alemany.
- Erich Könen (1955 -), general de la Bundeswehr.